# Women's National League
La FAI Women's National League es la máxima categoría del fútbol femenino en la República de Irlanda. Se trata de una liga semicerrada de una sola categoría, cuyo campeón se clasifica para la Liga de Campeones.

## Historia
En 1994 se jugó por primera vez una liga nacional irlandesa, unificando dos competiciones existentes. Se jugaron trece ediciones, hasta que fue disuelta en 2007. Los equipos más laureados de esta liga fueron el Shamrock Rovers con cinco títulos y el University College Dublin con cuatro.
Tras cuatro años con la Copa irlandesa como única competición nacional, en 2011 la FAI organizó una nueva liga nacional. El Peamount United ganó la primera edición y el Raheny United las dos siguientes.

## Campeones
- 1994 Elm Rovers
- 1995 Castle Rovers
- 1996 Castle Rovers
- 1997 St. Patrick's Athletic
- 1998 Shamrock Rovers
- 1999 Shamrock Rovers
- 2000 Shamrock Rovers
- 2001 Shamrock Rovers
- 2002 Shamrock Rovers
- 2003 University College Dublin
- 2004 University College Dublin
- 2005 University College Dublin
- 2006 University College Dublin

Women's National League
- 2011–2012 Peamount United
- 2012–2013 Raheny United
- 2013–2014 Raheny United
- 2014–2015 Wexford Youths
- 2015–2016 Wexford Youths
- 2016 Shelbourne
- 2017 Wexford Youths
- 2018 Wexford Youths
- 2019 Peamount United
- 2020 Peamount United
- 2021 Shelbourne
- 2022 Shelbourne
- 2023 Peamount United
- 2024 Athlone Town